# Mützenich (Noordrijn-Westfalen)
Mützenich is een plaats in de Duitse gemeente Monschau, deelstaat Noordrijn-Westfalen, en telt 2237 inwoners (2006).
De internationale situatie van Mützenich is enigszins wonderlijk. Dit stadsdeel van Monschau kan slechts over Belgisch grondgebied worden bereikt. Men moet vanuit Duitsland (Monschau) namelijk de Vennbahn, waaraan het station Monschau ligt, kruisen om in Mützenich te komen, en deze is sinds 1919 Belgisch grondgebied, hoewel ze niet meer als spoorweg wordt gebruikt. Formeel gesproken is Mützenich dus een exclave.

## Geschiedenis
De naam Mützenich komt mogelijk van Mutiniacum, een Romeinse nederzetting. In 1783 werd onder een knuppelbrug in de Hoge Venen het restant van een Romeins soldaat in volledige wapenrusting aangetroffen.
In 1909 werden door Erich Offermann experimenten met vliegtuigen genomen op een nabijgelegen heuvel, die tegenwoordig in België ligt.
In 1920 werd Mützenich een Duitse exclave, toen het tussen door België geannexeerd gebied en het eveneens door België geannexeerde Vennbahntraject kwam te liggen. In 1945 wilde België ook Mützenich annexeren, maar zag daar in 1949 van af.
Tegenwoordig is Mützenich vooral een toeristische plaats, vanwege de nabijheid van de Hoge Venen.

## Bezienswaardigheden
- Kaiser Karls Bettstatt, een kwartsietrots waarop volgens de legende Karel de Grote moest overnachten nadat hij tijdens een jachtpartij verdwaald was.
- Vakwerkhoeven
- Sint-Bartholomeuskerk

## Natuur en landschap
Mützenich ligt nabij de Hoge Venen en nabij de Eifel, op een hoogte van 584 meter.

## Nabijgelegen kernen
Eupen, Konzen, Imgenbroich, Monschau
Stedenregio Aken · Regierungsbezirk Keulen · Noordrijn-Westfalen